# Relations entre la Chine et Djibouti
Les relations entre la Chine et Djibouti (chinois : 中国－吉布提关系) sont les relations bilatérales (en) existant entre la république populaire de Chine et la république de Djibouti. Ces relations débutent le 8 janvier 1979. La Chine et Djibouti disposent d'ambassades, respectivement à Djibouti-Ville et Pékin.
La Chine a financé la construction de plusieurs travaux publics à Djibouti, dont un stade, les bureaux du ministère des Affaires étrangères et de la Coopération internationale et le Palais du peuple. En septembre 2010, le navire-hôpital chinois Daishan Dao (ou « Arche de la paix ») est amarré à Djibouti.

## Développement économique
Depuis le premier Forum sur la coopération sino-africaine en 2000, Pékin a fourni 16,6 millions de dollars d'aide au développement à Djibouti. La grands projets de développements chinois à Djibouti incluent :
- La construction d'un hôpital à Arta pour 8,2 millions de dollars[5] ;
- Une financement de 2,41 millions de dollars pour la construction du nouveau siège du ministère des Affaires étrangères et de la Coopération internationale[5] ;
- 1,75 million de dollars d'aide alimentaire lors d'une sécheresse à Djibouti en 2005[5].

## Base militaire
En 2016 débute la construction de la Base chinoise de Doraleh. Son coût de construction est estimé à 600 millions de dollars. Selon le ministre djiboutien des Affaires étrangères et de la Coopération internationale Mahamoud Ali Youssouf, cette base d'environ 36,5 ha accueillerait environ 300 soldats chinois et nécessiterait le paiement annuel de 20 millions de dollars par la Chine au gouvernement djiboutien durant 10 ans, avec option de prolongation de 10 ans.
Première base militaire chinoise implantée outre-mer, elle devrait permettre à la Chine d'augmenter sa capacité de projection dans la région et dans le monde,,,.

## Projet d'accès à l'eau potable à Djibouti et en Éthiopie
En 2017, la Chine annonce le lancement d'un projet transfrontalier visant à assurer l'accès à l'eau potable à Djibouti et en Éthiopie. Ce projet comprendrait la création d'un oléoduc de 102 km de long qui transporterait des eaux souterraines d'Adigala en Éthiopie jusqu'aux villes d'Ali Sabieh, Arta et Djibouti.